# Lasse Nielsen
Lasse Ladegaard Nielsen, född 8 januari 1988 i Ålborg, är en dansk fotbollsspelare som spelar för turkiska Göztepe.

## Karriär
Nielsen började som barn att spela fotboll med Vejgaard BK i hemstaden Ålborg, som nioåring bytte han till att spela för AaB. Han debuterade i A-laget 2006 och skulle komma att spela för klubben till 26 års ålder då han flyttade utomlands till nederländska NEC Nijmegen.
Trots att Nielsen spelat de tolv senaste matcherna för NEC ville både han och klubben skiljas åt efter ett halvår. Nielsen lånades ut till belgiska Gent som valde att köpa loss honom då lånet gick mot sitt slut. Han startade regelbundet för klubben men så småningom kom han att tröttna på tillvaron i klubben.
Den 20 januari 2017 värvades Nielsen av Malmö FF, där han skrev på ett fyraårskontrakt. Åtta dagar senare gjorde Nielsen sin debut för MFF i en träningsmatch mot danska FC Helsingør. Han gjorde allsvensk debut i premiärmatchen av Allsvenskan 2017 mot IFK Göteborg. I februari 2019 skrev Nielsen på ett nytt treårskontrakt med MFF.
Han är 2022 inne på sin sjätte säsong i Malmö FF. Han har hittills med MFF vunnit Fotbollsallsvenskan tre gånger och Svenska cupen en gång. Vad gäller internationella tävlingar har Nielsen varit med och tagit MFF till gruppspel i Uefa Champions League 2021/2022 och Uefa Europa League två gånger, 2018/2019 och 2019/2020.
Den 22 augusti 2023 värvades Nielsen av turkiska Göztepe, där han skrev på ett tvåårskontrakt.

## Meriter
AaB
- Dansk mästare: 2014
- Dansk cupvinnare: 2014

 Gent
- Belgisk mästare: 2015
- Belgisk supercupvinnare: 2015

 Malmö FF
- Svensk mästare: 2017, 2020, 2021
- Svensk cupvinnare: 2022